# Aderus pygidialis
Aderus pygidialis é uma espécie de inseto besouro da família Aderidae. Foi descrita cientificamente por Maurice Pic em 1903.

## Distribuição geográfica
Habita em Madagascar.